# Apanteles decaryi
Apanteles decaryi är en stekelart som beskrevs av Granger 1949. Apanteles decaryi ingår i släktet Apanteles och familjen bracksteklar. Inga underarter finns listade i Catalogue of Life.